# Gewaarden
Gewaarde(n) is de term die gebruikt werd voor de markegenoten die eigenaren waren van de gewaarde volle erven. Dit waren de boerderijen waaraan een waartal, waardeel of morgental verbonden was. De zogenaamde aandelen in de woeste grond van de marke, was exclusief gebruiksrecht voor de gewaarden. De woeste gronden van de marke waren dan ook geen eigendom van de ingezetenen van de marke en ook niet van de landsheer, maar alleen van de gewaarden. Voor 1600 werden deze genoemd als erfgenamen, geërfden of gewaarden. Na 1600 verandert de term langzaam in goed(s)heer. Deze goedsheren of gewaarden bewoonden en verbouwden de boerderijen niet zelf meer, maar hadden het in pacht uitgegeven aan andere personen die meiers, meierluiden of buren werden genoemd.